# كابول (الجليل)

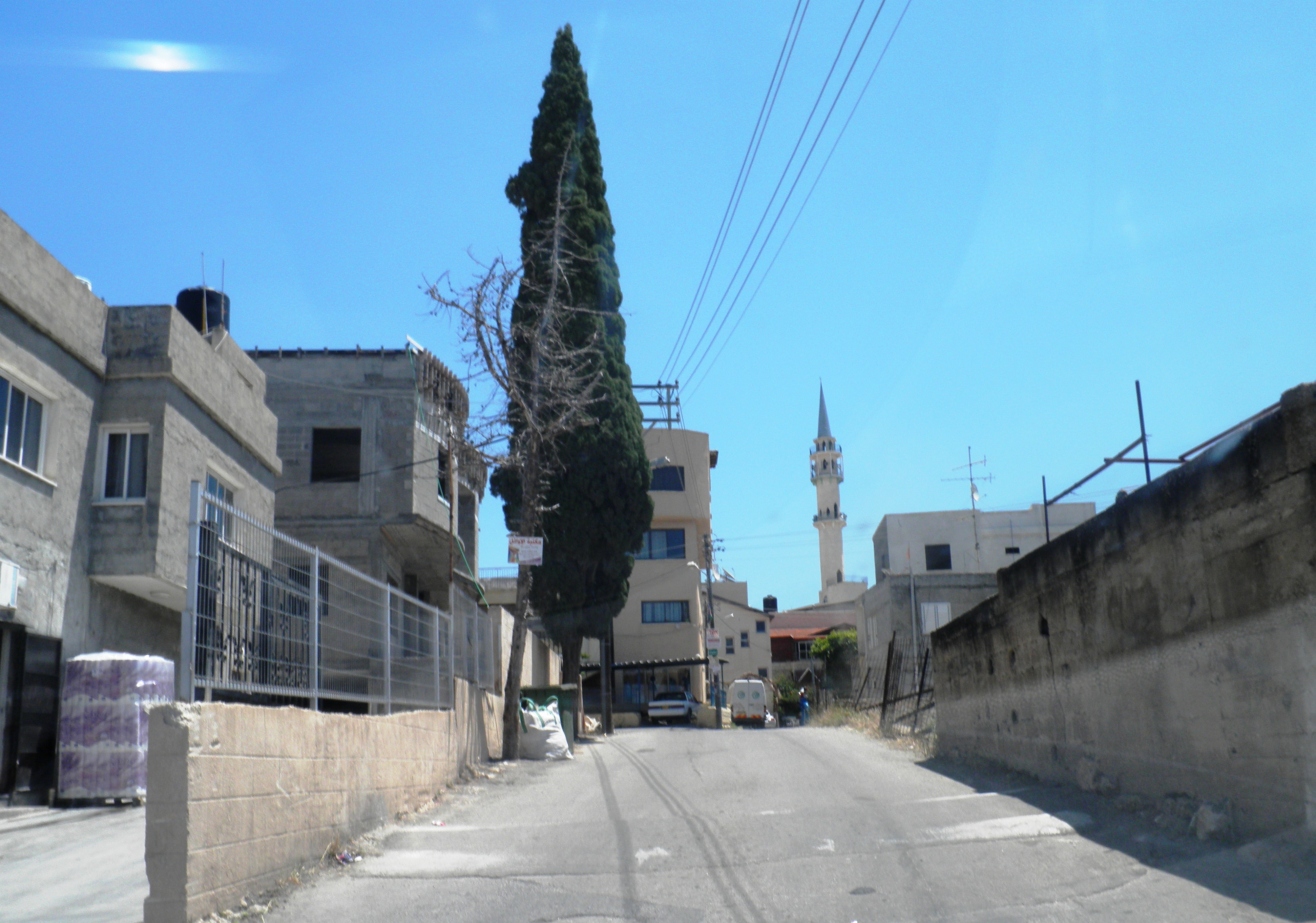
كابول (قرية عربية في شمال اسرائيل)

تقع كابول على بعد 14 كم إلى الجنوب الشرقي من عكا. يحدها من الجنوب مدينة طمرة ومن الشمال قرية شعب. وتبلغ مساحتها 7,37 كم مربع.
مصدر الكلمة كابول لكمة كنعانية ومعناها «الأرض الوعرة غير مثمرة». ترتفع 100 متر عن سطح البحر. أعلن عنها كمجلس محلي عام 1976.

## تاريخها
في العصور الوسطى اشتهرت بصباغ النيل ومزارع القصب التي اشتهرت به سواحل لبنان وعكا حيث كان سكر كابول من اجود انوع السكر المصنوعة في بلاد الشام.
سكن في كابول عام 1922 365 نسمة، وعام 1931 457 نسمة.

## عن القرية
يوجد في القرية مجلس محلي معين منذ عام 1973، وجرى انتخابه أول مرة عام 1979، كما وكان عدد الأعضاء المرشحين في انتخابات السلطات المحلية في عام 2018 هو 11 عضو، وبلغت نسبة التصويت في الجولة الاولى 92.0 وفي الجولة الثانية 89.5.
أما عدد المدارس الكلي فيها هو ثمانية مدارس، منهاأربعة  مدارس ابتدائية، مدرستان اعدادية، ومدرستان ثانوية. كما وعدد الصفوف الكلي في المدارس هو 105 صف، منهم 61 صف للمدارس الابتدائية، و22 صف للمدارس الاعدادية، و22 صف للمدرسة الثانوية. أما عدد الطلاب الكلي في المدارس هو 2،640 طالب، منهم 1,399 طالب في المدارس الابتدائية، و633 طالب في المدارس الاعدادية، و308 طالب في المدرسة الثانوية. وبلغت نسبة المؤهلين للحصول على شهادة الثانوية العامة أو البجروت بين طلاب الصف الثاني عشر في عام 2021 هي 71،8%.
وجدير بالذكر أن أسماء الأربع مدارس الابتدائية في القرية هم: (مدرسة النور، مدرسة الحديقة، مدرسة ابن سينا، ومدرسة الأفق) ومدرسة السلام الثانوية الشاملة، ومدرسة الحكمةًالثانوية الشاملة.
ويوجد في القرية أربعة مساجد، وموقع اثري يحتوي على بقايا مدينة تحت الأرض وأساسات مدافن تعود على الأرجح لأيام الكنعانيين.
وفي القرية مقدمات أهمها مقام الخضر عليه السلام وهو في منتصف الجبل الذي يفصل كابول عن تمرة، ويرجح أنه معبد كنعاني مكون من مغارتين متوسطتي الحجم. ومقام الشيخ عبد المغيث.
يمر بها وادي الحلزون، وعلى أطراف كابول يوجد بقايا قرية الدامون المدمرة التي انضم أهلها إلى كابول بعد عام 1948 مما زاد في عدد سكانها.

## سكانها
وفق المعطيات المحلية صحيح لعام 2015 يسكن كابول  13,209  نسمة. وفي نهاية عام 2021 بلغ عدد سكانها 14،473 نسمة. ونسبة التكاثر بمعدل 1.7%. جميع سكان البلد هم من المسلمون.

## روابط خارجية
- موقع مجلس كابول المحلي